# Sarcophaga karnyi
Sarcophaga karnyi är en tvåvingeart som beskrevs av Hardy 1927. Sarcophaga karnyi ingår i släktet Sarcophaga och familjen köttflugor. Inga underarter finns listade i Catalogue of Life.